# Europeisk utredningsorder
En europeisk utredningsorder är ett verktyg inom Europeiska unionen (EU) som tillåter myndigheter i en medlemsstat att kunna begära att specifika utredningsåtgärder rörande brottmål vidtas i en annan medlemsstat. EU-direktivet 2014/41/EU reglerar bestämmelserna för de europeiska utredningsorderna. Danmark och Irland, som står helt eller delvis utanför området med frihet, säkerhet och rättvisa, omfattas inte av bestämmelserna. Den europeiska utredningsordern föregicks av ett system med europeiska bevisinhämtningsorder; dessa visade sig dock vara för begränsade och därför infördes istället det nuvarande systemet.

## Effekten av en utredningsorder
En europeisk utredningsorder innebär att en utredningsåtgärd av betydelse för en brottsutredning i en medlemsstat kan vidtas i en annan medlemsstat, dock ej Danmark och Irland.
Utredningsorder kan inte användas för att begära uppgifter ur kriminalregister. 

### Utredningsåtgärder
En utredningsåtgärd ska avse eller motsvara
1. förhör under förundersökning
2. bevisupptagning vid domstol
3. förhör genom ljudöverföring eller ljud- och bildöverföring
4. beslag, kvarhållande av försändelse
5. husrannsakan, kroppsvisitation och kroppsbesiktning
6. hemlig avlyssning av elektronisk kommunikation, hemlig övervakning av elektronisk kommunikation, hemlig kameraövervakning och hemlig rumsavlyssning
7. tillfälligt överförande av en frihetsberövad person
8. rättsmedicinsk undersökning av en avliden person
9. kontrollerad leverans
10. bistånd i en brottsutredning med användning av en skyddsidentitet
11. inhämtande av bevis som finns hos en myndighet
12. andra åtgärder som inte innebär användning av tvångsmedel eller någon annan tvångsåtgärd

## Bakgrund
Utredningsorder kom till i syfte att underlätta för brottsutredningar som berör flera länder. Tidigare hade medlemsstaterna haft olika regler för hur hjälp kunde ges och begäras. Med den europeiska utredningsordern skapades ett enhetligt regelverk. 
I Stockholmsprogrammet 2009 beslutade Europeiska rådet att ett nytt direktiv om europeisk utredningsorder skulle tas fram. Sverige var en av de pådrivande medlemsstaterna.
Utredningsordern ska inte förväxlas med den europeiska arresteringsordern som syftar till att misstänkta ska kunna gripas och överlämnas mellan medlemsländerna.

## Genomförande
Direktiv 2014/41/EU skulle vara genomfört och införlivat av medlemsstaterna senast den 22 maj 2017.

## Sverige
I Sverige infördes direktivet som svensk lag först den 9 november 2017.

### Utfärdande av utredningsorder
I Sverige utfärdas utredningsorder av åklagare eller domstol beroende på vilken åtgärd det gäller. För att utredningsorder ska kunna utfärdas måste det pågå en svensk förundersökning eller rättegång i brottmål. Åtgärden måste också vara nödvändig och proportionerlig. 
Om det inte längre finns skäl att vidta åtgärden ska utredningsordern återkallas.
Bevis som överlämnas till Sverige får bara användas för de ändamål som den avsändande staten bestämt.
Frihetsberövade som överförs tillfälligt till Sverige får inte straffas för brott de begått i Sverige innan de överlämnades hit om det inte angivits i utredningsordern. Om en frihetsberövad släpps fri i Sverige har han eller hon 15 dagar på sig att lämna landet, sedan upphör immuniteten.

### Erkännande och verkställighet av utredningsorder i Sverige
När en utredningsorder kommer till Sverige ska det prövas om den kan erkännas och verkställas. 
- Förutsättningar i vissa fall
  - Videoförhör med misstänkt får bara ske om den misstänkte samtycker
  - Tillfällig överföring till Sverige får inte medföra att frihetsberövandet förlängs
  - Hemliga tvångsmedel får bara användas mot gärningar som är straffbara i Sverige och sådana åtgärder är lagliga inom ramen för en svensk brottsutredning.

- Hinder för erkännande och verkställighet
  - Advokater, läkare, tandläkare, barnmorskor, sjuksköterskor, psykologer, psykoterapeuter, familjerådgivare samt auktoriserade patentombud har tystnadsplikt och kan inte höras om det inte är lagligen tillåtet, eller den som det gäller samtycker till det.
  - Rättegångsombud, biträden eller försvarare får bara höras om parten medger det.
  - Präster får inte höras om det som sagts under bikt eller enskild själavård.
  - Orden erkänns inte om det skulle medföra fara för Sveriges säkerhet, äventyra enskilda personers säkerhet eller medföra risk för röjande av uppgifter som rör underrättelseverksamhet.

En utredningsorder erkänns inte om gärningen begåtts delvis i Sverige och gärningen inte är straffbar här. Den erkänns inte heller om den åtgärd som begärs inte ingår i listan av godkända åtgärder.

## Rättspraxis
Som övrigt unionsrätt tolkas bestämmelserna om europeiska utredningsordern av EU-domstolen. Domstolen har bland annat fastställt att en åklagarmyndighet, som kan bli föremål för anvisningar i ett enskilt ärende från den verkställande makten i en medlemsstat, kan utfärda en europeisk utredningsorder. Detta i motsats till en europeisk arresteringsorder, där kraven är striktare på den rättsliga myndighet som utfärdar ordern.